# Уссурийская астрофизическая обсерватория
Уссурийский отдел Института прикладной астрономии РАН (до 2019 года «Уссурийская астрофизическая обсерватория Дальневосточного Отделения Российской Академии Наук») — астрофизическая обсерватория, основанная 15 ноября 1953 года в Уссурийской тайге около поселка Горно-Таёжное в 23 км от Уссурийска (Приморский край, Россия). С 1953 по 1982 год являлась станцией Службы Солнца и носила название Уссурийская Станция службы Солнца (УССС), но в дальнейшем тематика работ была существенно расширена. С 1982 года являлась отделом астрофизических исследований при Северо-Восточном КНИИ, а в 1992 году приобрела современное[какое?] название. УССС получила в 1958 году код мировой сети обсерваторий службы Солнца под номером «86». 6 февраля 2010 года Центром малых планет обсерватории был присвоен код «C15».

## История обсерватории
По программе «Служба Солнца» для непрерывного слежения за солнечной активностью необходима была постройка дальневосточной станции. Согласование с ДВО РАН о постройке данной станции было проведено в 1950—1951 годах, а следующие два года под руководством доктора физ.-мат. наук С. М. Полосковского проходили поиски места для новой обсерватории. Было выбрано место на территории Горнотаёжной станции им. В. Л. Комарова. Первым руководителем Уссурийской станции службы Солнца был назначен Валерий Гаврилович Банин, прибывший на место строительства станции в ноябре 1953 года. С 14 марта 1954 года он начал постоянные систематические наблюдения Солнца в одиночку. Второй сотрудник прибыл только через полгода.
В связи с участием станции в Международном геофизическом годе (1957 год) было решено расширить станцию: набраны сотрудники, предоставлены новые приборы и инструменты. К 1960 году в обсерватории работало уже 12 человек. В 1971 году Солнечную станцию посетил президент АН СССР М. В. Келдыш. После этого визита было выделено на дальнейшее развитие станции 860 тысяч рублей. С 1 января 1982 года Солнечная станция стала отделом астрофизических исследований при Северо-Восточном КНИИ. Ещё через четыре года данный отдел вошел в состав недавно созданного Института космофизических исследований.
Крупнейшим зданием обсерватории является башня 40-см двойного астрографа, высота которой составляет 12 метров при диаметре 8 метров. Только в 1992 году обсерватория приобрела нынешнее название и стала самостоятельной организацией.
В 2002 году был создан выделенный радиоканал дальностью 22 км для проведения в обсерваторию сети Интернет.
Осенью 2004 года был проведён пробный обзор геостационарной орбиты по программе ПулКОН (сейчас ISON) на двойном астрографе с камерой ST-6. До 2007 года проводились наблюдения геостационарных объектов на том же двойном астрографе, но уже с камерой FLI IMG1001E.
В сентябре 2007 года на обсерватории начались наблюдения на новом 22-см светосильном инструменте, специально установленном по программе ПулКОН. Основной целью для данного телескопа является отслеживание миграции космического мусора в окрестностях Земли.
Всего за 2007—2008 года было установлено три новых инструмента для наблюдений космического мусора и ИСЗ про программе ISON (бывший ПулКОН). В сентябре 2007 года и в октябре 2008 года на базе обсерватории был проведён фестиваль любителей астрономии «Дальневосточный Астрофест».
6 февраля 2010 года обсерватории был присвоен код Центра малых планет «C15» с названием «ISON-Ussuriysk Observatory».

## Инструменты обсерватории
Солнечные оптические инструменты
- «ФГ-1» — фотогелиограф — первый инструмент обсерватории, установленный в конце 1953 года
- «АЦУ-23» — горизонтальный солнечный телескоп (1961 год) + спектрограф ДФС-13 — наблюдения спектров солнечных пятен и вспышек
- «АЦУ-5» — горизонтальный солнечный телескоп (D = 440 мм, F = 17 500 мм, 1965 года)
- «КГ-2» — внезатменный коронограф (D = 530 мм, F = 12 500 мм, 1981 год) + стационарный спектрограф с дисперсией 1 А/мм во втором порядке
- «АФР-2» — хромосферно-фотосферный телескоп (D = 130 мм, F = 9 080 мм (фотографический) и D = 60 мм, F = 5 400 мм (визуальный); Ленинградский оптический заводом ГОМЗ, осень 1957 год) — патрульные наблюдения хромосферных вспышек методом киносъемки с 1 февраля 1958 года

Радиотелескопы
- Радиотелескоп на базе американского военного радиолокатора «SR-627» (D = ? м, F = ? м, доставлены детали в 1957 году, заработал в мае 1959 года на длине волны 1,42 м, работал до 1987 года) — наблюдения радиоизлучения Солнца
- «РТ-2» — радиотелескоп (D = 1.5 м, F = ? , с 1970 года постоянные наблюдения) — для изучения Солнца в радиодиапазоне (длина волны 10,7см)[8]
- «РТ-8» — радиотелескоп (D = 8 м, F = ? , 1993 год) — радиоизлучение Солнца (выведен из эксплуатации и демонтирован в 2019 году)

Ночные оптические инструменты
- Широкоугольный двойной астрограф Carl Zeiss (2 рефрактора: D = 400 мм, F = 3 000 мм, установлен в 1991 году) + ST-6 (с пикселем 23×27мкм) (в 2004 году), затем FLI IMG1001E и FLI IMG6303E (3000 x 2000 пикселей, 9 мкм) + английская монтировка EM-1 + гид (D = 200 мм, F = 3 000 мм) + искатель (D=110 мм, F =750 мм).
- Куде-рефрактор Carl Zeiss (D = 150 мм, F = 2250 мм, установлен после 1991 года) — для фотосферы Солнца и ночных снимков
- Монтировка АПШ-6

Телескопы, установленные в рамках работ по программе ISON (бывший ПулКОН)
- «betaORI» или «ORI-22» — поисково-обзорный телескоп системы Рихтера-Слефогта-Теребижа (D = 220 мм, F = 520 мм, сентябрь 2007 года) + ПЗС-камера FLI PL09000 (3056×3056 пикселей по 12×12 мкм), поле зрения 4°×4°, с ноября 2008 года FLI PL4301E (2084×2084 пикселей, поле зрения 5,5°×5,5°, масштаб изображения 4,8"/pix, за 5 с проницание 15 зв. вел.) — установлен на монтировку с куде-рефрактором в сентябре 2007 года, а в ноябре 2008 года переставлен на отдельную монтировку EQ6Pro[4]
- «GAS-250» — 25-см поисково-обзорный телескоп (D = 250 мм, F = 740 мм) + турель c фильтрами BVRI + FLI PL09000 (3056×3056 пикселей по 12 мкм) = за 5 с проницание 16 зв. вел., поле зрения 2,8°×2,8°, масштаб 3,33"/pix — установлен 2 октября 2008 года на монтировке куде-рефрактора[10] — производитель Анатолий Санкович (Москва)
- «VT-40/500» или «ОРИ-50» — 0,5-м поисково-обзорный телескоп системы Гамильтона (D = 500 мм, F = 1150 мм, поле зрения 2,5 градуса, ноябрь 2008 года)[11][12] + монтировка WS-300 + FLI PL09000 (3000×3000 пикселей по 12×12 мкм) = за 5 с проницание 16 зв. вел., поле зрения 1,8°×1,8°, масштаб 2,2"/pix

Геомагнитные станции
- Станция магнитного поля Земли «Владивосток» — апрель 1964 года.

## Отделы и состав обсерватории
- Лаборатория солнечной активности и солнечно-земных связей
- Лаборатория солнечных магнитных полей
- Группа астрофотометрических исследований (позиционные и фотометрические исследования ИСЗ, источников, связанных с космическими гамма-всплесками, и астероидов)
- Группа геомагнитного поля (непрерывные наблюдения вариаций магнитного поля Земли)
- Специальная библиотека астрономического содержания (1959 год)
- 5 кандидатов наук, 14 научных сотрудников, 4 аспиранта

## Направления исследований
- Служба Солнца — ежедневные систематические наблюдения Солнца в оптическом и радиодиапазонах
- Солнце
- Солнечно-земные связи
- Космический мусор, ИСЗ
- Астрометрия малых тел Солнечной системы
- Послесвечение гамма-всплесков

## Основные достижения
- Постоянный статистический ряд наблюдений солнечных пятен, начавшийся с 1 января 1955 года (идет и сейчас)
- Участие в Международном геофизическом годе (1957)
- Участие в Международном году спокойного солнца (1964—1965)
- 12 тематических сборников, опубликовано более 700 научных статей
- С 1997 года выпускается периодическое издание — «Труды Уссурийской астрофизической обсерватории» (10 выпусков) (оно же: «Солнечная активность и её влияние на Землю»)[13]
- За 50 лет работы Солнечной станции было получено 13 тысяч снимков солнечной фотосферы, десятки километров фотоплёнки со снимками хромосферы Солнца[14]

## Руководство обсерватории
- ноябрь 1953 года — 1961 год — Валерий Гаврилович Банин — основатель и первый заведующий обсерваторией
- 1961 год — 1987 год — Владимир Федорович Чистяков — второй руководитель станции
- 1987 год (?) — октябрь 2007 года — Баранов Александр Васильевич — директор обсерватории[15]
- с 26 октября 2007 года — декабрь 2017 — Корниенко Геннадий Иванович — директор обсерватории
- с 26 декабря 2017 — Ерофеев Дмитрий Викторович — ВрИО директора обсерватории

## Адрес обсерватории
- 692533, Приморский край, Уссурийский район, с. Горнотаёжное